# Will Young
Will Young, właśc. William Robert Young (ur. 20 stycznia 1979 w Reading) – brytyjski piosenkarz i aktor.
Zwycięzca pierwszej edycji brytyjskiej wersji programu telewizyjnego Idol (2002). Do 2015 roku wydał siedem albumów: sześć studyjnych i jeden kompilacyjny.

## Życiorys

### Rodzina i edukacja
Urodził się w Reading. Ma brata bliźniaka Ruperta, który walczył z alkoholizmem i samookaleczeniem.
Uczęszczał do Horris Hill Prep School. Naukę kontynuował w Wellington College, University of Exeter i The Arts EducationalSchool w Chiswick, w Londynie.

### Kariera

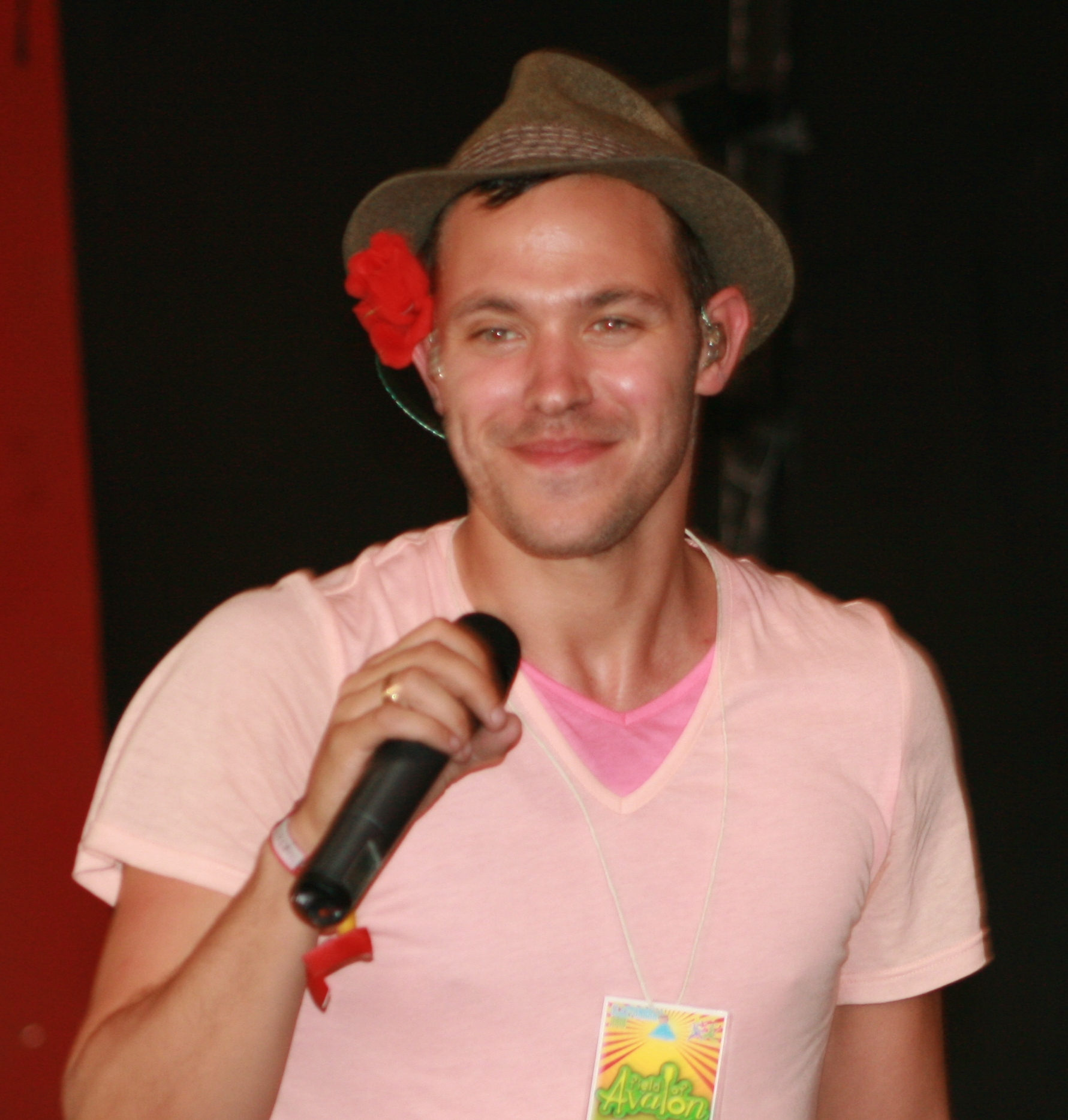
Young (2008)

Jesienią 2001 wziął udział w przesłuchaniach do pierwszej edycji programu Pop Idol, a w lutym 2002 roku zwyciężył w finale talent show. Po finale programu wydał singiel „Anything Is Possible”, który rozszedł się w ponad 400 tys. egzemplarzach, zostając jednym z najlepiej sprzedanych singli w historii brytyjskiego przemysłu muzycznego. Od 2002 roku cztery single Younga zajęły pierwsze miejsce na liście przebojów w Wielkiej Brytanii, a sześć innych zajęło miejsce w pierwszej piątce.
W 2005 wystąpił w filmie Pani Henderson. W styczniu 2007 zadebiutował w przedstawieniu The Vortex w Royal Exchange Theatre. W tym samym roku otrzymał tytuł najlepszego piosenkarza Wielkiej Brytanii.
W 2015 wydał album pt. 85% Proof. Jesienią 2016 uczestniczył w 14. edycji programu rozrywkowego Strictly Come Dancing w BBC One.

### Działalność dobroczynna
Angażuje się także w działalność dobroczynną: wspiera dwie angielskie organizacje charytatywne (Women’s Aid oraz Mencap) i jest przedstawicielem brytyjskiego Prince’s Trust, któremu przewodniczy książę Walii. Ponadto dał wiele charytatywnych występów, m.in. w RPA w serii koncertów Unite of the Stars organizowanych przez Nelsona Mandelę. W 2004 roku wraz z innymi artystami (grupę nazwano Band Aid 20) nagrał trzecią już edycję charytatywnego singla „Do They Know It's Christmas”, który w Wielkiej Brytanii doszedł do pierwszego miejsca listy przebojów.

## Życie prywatne
W 2002 roku, aby wyprzedzić spekulacje kolorowych czasopism, ujawnił publicznie, że jest gejem, a także był uzależniony od pornografii i alkoholu. Jak sam twierdzi, „nigdy się z tym nie ukrywał i czuje się dobrze ze swoją seksualnością”.

## Dyskografia
Albumy studyjne
- From Now On (2002)
- Friday’s Child (2003)
- Keep On (2005)
- Let It Go (2008)
- Echoes (2011)
- 85% Proof (2015)